# Ptilodactyla chujoi
Ptilodactyla chujoi là một loài bọ cánh cứng trong họ Ptilodactylidae. Loài này được Nakane miêu tả khoa học năm 1991.